# 郑维行
郑维行（1932年—），又名郑维德，男，安徽合肥人，中国数学家，曾任南京大学教授、博士生导师。